# Добра (Мехедінць)
Добра (рум. Dobra) — село у повіті Мехедінць в Румунії. Входить до складу комуни Белечица.
Село розташоване на відстані 238 км на захід від Бухареста, 43 км на південний схід від Дробета-Турну-Северина, 57 км на захід від Крайови.

## Населення
За даними перепису населення 2002 року у селі проживали 637 осіб.
Національний склад населення села:
| Національність | Кількість осіб | Відсоток |
| -------------- | -------------- | -------- |
| румуни         | 575            | 90,3%    |
| цигани         | 62             | 9,7%     |

Рідною мовою назвали:
| Мова      | Кількість осіб | Відсоток |
| --------- | -------------- | -------- |
| румунська | 620            | 97,3%    |
| циганська | 17             | 2,7%     |